# Giovanni da Troppau
Giovanni da Troppau, oppure Giovanni di Troppau o Giovanni di Opava (Troppau, XIV secolo – Brno, XIV secolo), è stato un miniatore moravo.

## Biografia
Lavorò verosimilmente a Praga, forse al servizio di Johann von Neumarkt, cancelliere di Carlo IV di Lussemburgo.
Miniatore conosciuto solo attraverso il monumentale e sontuoso Evangeliario per il duca Alberto III d'Asburgo ultimato nel 1368 e conservato nella Biblioteca nazionale austriaca, comprendente soprattutto episodi della Vita degli Evangelisti. In base al contenuto del libro, Giovanni da Troppau non fu solo un'artista ma anche canonico in Brno (Moravia) e parroco di Lanškroun (Boemia).
L'opera si caratterizzò per le grandi miniature a piena pagina, notevoli per impianto compositivo e per vivezza cromatica, che rivelano influenze delle scuole parigina, senese e praghese.
Inoltre l'opera evidenzia elementi decorativi antichi che risalgono all'alto medioevo, certamente presenti per desiderio del committente.
Secondo studi recenti, Johannes von Troppau si sarebbe servito di un discreto numero di collaboratori, tra i quali figura anche l'anonimo miniatore del Messale di Praga.

## Opere
- Evangeliario per il duca Alberto III d'Austria (1368), Biblioteca Nazionale di Vienna.